# Hetty King
Winifred Emms (4 de abril de 1883 - 28 de septiembre de 1972), conocida por su nombre artístico Hetty King, fue una artista inglesa que actuó en los salones de música como imitadora masculina durante unos 70 años.

## Primeros años
Nació en New Brighton, Cheshire, donde su familia itinerante vivía temporalmente; generalmente estaban radicados en Manchester. Su padre, William Emms (1856 – 1954), fue un comediante y músico que actuó como Billy King y dirigió Uncle Billy's Minstrels, una compañía que viajaba constantemente por el país con un teatro portátil y caravanas. Cuando era niña, comenzó a aparecer en los espectáculos de su padre, imitando a los artistas populares de la época. Adoptó el nombre de Hetty King cuando apareció por primera vez en el escenario del Teatro Shoreditch, a la edad de seis años.

## Carrera
King comenzó a actuar como solista en salas de música alrededor de 1902, haciendo imitaciones de estrellas como Gus Elen y Vesta Victoria. Al principio de su carrera, perfeccionó una impresión del exitoso león cómico George Lashwood. Durante la semana que comenzó el 10 de diciembre de 1904, encabezó la programación del recién inaugurado (durante 10 días) Teatro Empire en Ashton-under-Lyne, anunciado como "La joya de la sociedad". Fue su primera de muchas apariciones en este teatro, parte del circuito teatral de WH Broadhead.
Comenzó a aparecer regularmente como imitadora masculina a partir de 1905, cuando protagonizó Dick Whittington en el Teatro Kennington. A partir de entonces apareció regularmente vestida como una "chica guapa". En 1907, King viajó a los Estados Unidos con el comediante canadiense RG Knowles y rompió todos los récords en el Teatro de Nueva York, interpretando canciones como "I Want a Gibson Girl" y "When I Get Back To Piccadilly". Después de regresar a Inglaterra, comenzó a interpretar la canción "Ship Ahoy! (All the Nice Girls Love a Sailor)", escrita por Bennett Scott y AJ Mills. Dijo que la cantó por primera vez en el Liverpool Empire en 1908, pero no tuvo éxito hasta 1909, cuando se hizo popular y, hacia finales de año, fue descrita como el mayor éxito de pantomima en cuatro años. Se convirtió en su canción característica, que continuó interpretando a lo largo de su carrera.
Su carrera abarcó ambas guerras mundiales, cuando actuó vistiendo el uniforme de soldado o de marinero. Durante la Primera Guerra Mundial, realizó giras por Francia y Bélgica, entreteniendo a las tropas. En 1915, apareció con su marido, Ernest Lotinga, en un evento de recaudación de fondos para el Fondo de Prisioneros de Guerra de The Evening News, celebrado en el Hotel Prince of Wales en Hampton Court. En la reunión había unos 30 soldados heridos. Todos los artistas prestaron sus servicios de forma gratuita. En 1916, su acto incluyó "Songs the Soldiers Sing", en el que cantó algunas de las canciones menos atrevidas inventadas por los soldados en las trincheras.
Hacia 1930, King era supuestamente la estrella de music hall mejor pagada del mundo. Gran parte de su éxito se debió a su minuciosa observación de los modales de hombres como marineros y soldados. Aprendió a marchar, saludar, encender una pipa y blandir una bolsa del peso adecuado, para dar la apariencia correcta de un hombre, mientras siempre se aseguraba de que "su feminidad brillara, a veces guiñando el ojo al público como para dejarlos ver el subterfugio". King también interpretó al "chico principal" en muchas pantomimas y apareció en la BBC Radio, siendo descrita en 1933 como el "más viril de los imitadores masculinos... [un] favorito de la radiodifusión desde hacía mucho tiempo".
King continuó entreteniendo hasta el final de su vida y actuó regularmente en Estados Unidos, Australia y Sudáfrica. A finales de la década de 1930, fue vista como un acto de nostalgia. Realizó una gira por Gran Bretaña desde 1948 como una de las veteranas intérpretes de music hall en el espectáculo Thanks for the Memory producido por Don Ross. King era conocida por su insistencia en recibir el primer lugar en la cartelera, y fue descrita como "obstinada, intransigente y una leyenda en el negocio por su comportamiento irascible y temperamental, [que] se negó a considerar cualquier otro tipo de actuación a medida que cambiaban las modas".

## Vida personal y muerte
En 1901, se casó con el actor y escritor Ernie Lotinga (1876-1951), quien nació en Sunderland. Él fue un comediante de music hall, cantante y propietario de un teatro, conocido como Dan Roe desde 1898, que apareció en películas en las décadas de 1920 y 1930, a menudo como el personaje cómico PC Jimmy Josser. Tuvieron un hijo y se divorciaron en 1917, y el 16 de marzo Sir Samuel Evans concedió un decreto nisi por la mala conducta de King con el artista de vodevil y actor Jack Norworth. El divorcio no fue impugnado. Su segundo matrimonio, en 1918, fue con Alexander Lamond.
La media hermana de King, Olive Emms, también era actriz y a menudo viajaba con ella y actuaba como su vestuarista; su medio hermano, Harold Emms, escribió muchas de las canciones de King con su esposa francesa, Francine.
King murió en Wimbledon, Londres, en 1972, a los 89 años, y fue incinerada en el Crematorio Golders Green.

## Conmemoración
El 8 de noviembre de 2010, la organización benéfica de teatro The Music Hall Guild of Great Britain and America erigió una placa azul conmemorativa en honor de King en su última residencia en Wimbledon.

## Canciones grabadas

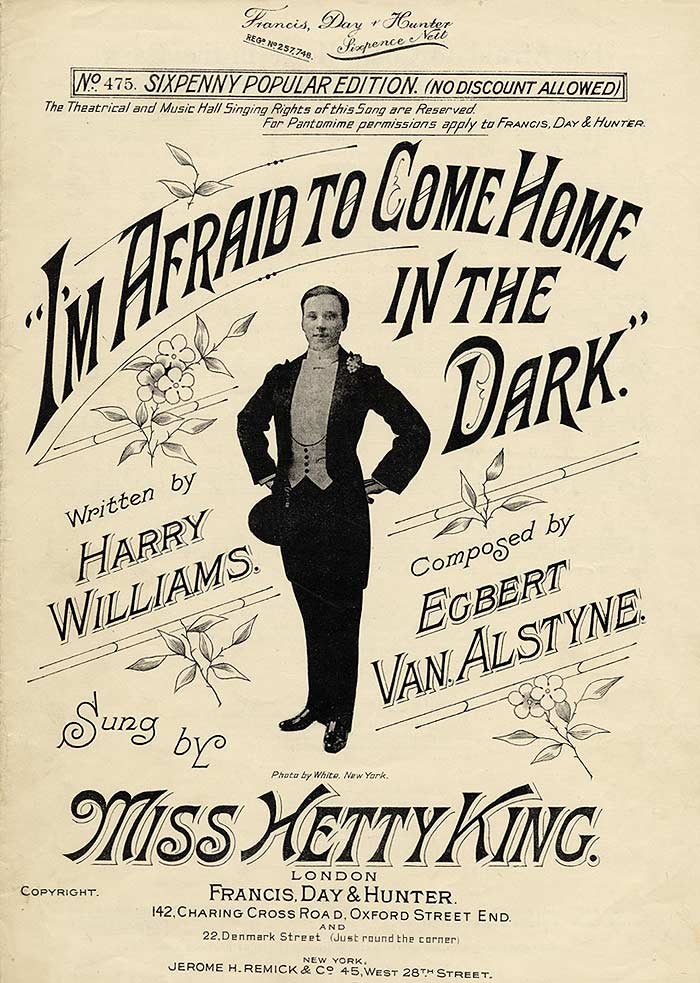
Portada de partitura de 1907

- "Ship Ahoy! (All the Nice Girls Love a Sailor)"
- "Piccadilly"
- "Tell her the Old, Old Story"
- "Down by the Riverside"
- "Going Away"
- "Now I'm Home Again"
- "Bye Bye Bachelor Days"
- "Love 'em and Leave 'em Alone"
- "Fill 'em up"
- "Oh Girls, why do you Love the Soldiers"
- "What Does A Sailor Care?"
- "I'm Afraid to Come Home in the Dark"

## Película
Hetty King apareció en la película Lilacs in the Spring (1954), dirigida por Herbert Wilcox y protagonizada por Anna Neagle y Errol Flynn. Hacia el final de su carrera, a los 87 años, apareció en una película titulada Hetty King – Performer (1970).